# ガウス・ニュートン法
ガウス・ニュートン法（ガウス・ニュートンほう、英: Gauss–Newton method）は、非線形最小二乗法を解く手法の一つである。これは関数の最大・最小値を見出すニュートン法の修正とみなすことができる。ニュートン法とは違い、ガウス・ニュートン法は二乗和の最小化にしか用いることができないが、数が多くて計算することが困難な2階微分の値が不要という長所がある。
非線形最小二乗法は非線形回帰などで、観測データを良く表すようにモデルのパラメータを調整するために必要となる。
この手法の名称はカール・フリードリヒ・ガウスとアイザック・ニュートンにちなむ。

## 概要
データフィッティングにおいて、与えられたモデル関数 y = f (x , β) がm 個のデータ点 {(xi , yi ); i = 1, ... , m } に最もよくフィットするようなn （≤ m ）個のパラメータβ = (β1 , ... , βn )を見つけることが目的である。
このとき、残差を
{\displaystyle r_{i}({\boldsymbol {\beta }})=y_{i}-f(x_{i},{\boldsymbol {\beta }})}
とする。
このとき、ガウス・ニュートン法は残差の平方和
{\displaystyle S({\boldsymbol {\beta }})=\sum _{i=1}^{m}(r_{i}({\boldsymbol {\beta }}))^{2}}
の最小値を反復計算で求める。初期推測値β(0) から初めて、この方法は以下の計算を繰り返す。
{\displaystyle {\boldsymbol {\beta }}^{(s+1)}={\boldsymbol {\beta }}^{(s)}-({J_{r}}^{\mathrm {T} }{J_{r}})^{-1}{J_{r}}^{\mathrm {T} }{\boldsymbol {r}}({\boldsymbol {\beta }}^{(s)}),\quad (s=0,1,2,\dots ).}
ここで
{\displaystyle J_{r}={\frac {\partial r_{i}({\boldsymbol {\beta }}^{(s)})}{\partial \beta _{j}}}}
はβ(s ) におけるr のヤコビアン、JrT は行列Jr の転置を表す。
m = n ならば、この反復計算は
{\displaystyle {\boldsymbol {\beta }}^{(s+1)}={\boldsymbol {\beta }}^{(s)}-J_{r}^{-1}{\boldsymbol {r}}({\boldsymbol {\beta }}^{(s)})}
のように簡略化される。これは1次元ニュートン法の直接的な一般化である。
ガウス・ニュートン法は関数f のヤコビアンJf を用いて次のように表すこともできる：
{\displaystyle {\boldsymbol {\beta }}^{(s+1)}={\boldsymbol {\beta }}^{(s)}+({J_{f}}^{\mathrm {T} }{J_{f}})^{-1}{J_{f}}^{\mathrm {T} }{\boldsymbol {r}}({\boldsymbol {\beta }}^{(s)}).}

## 例

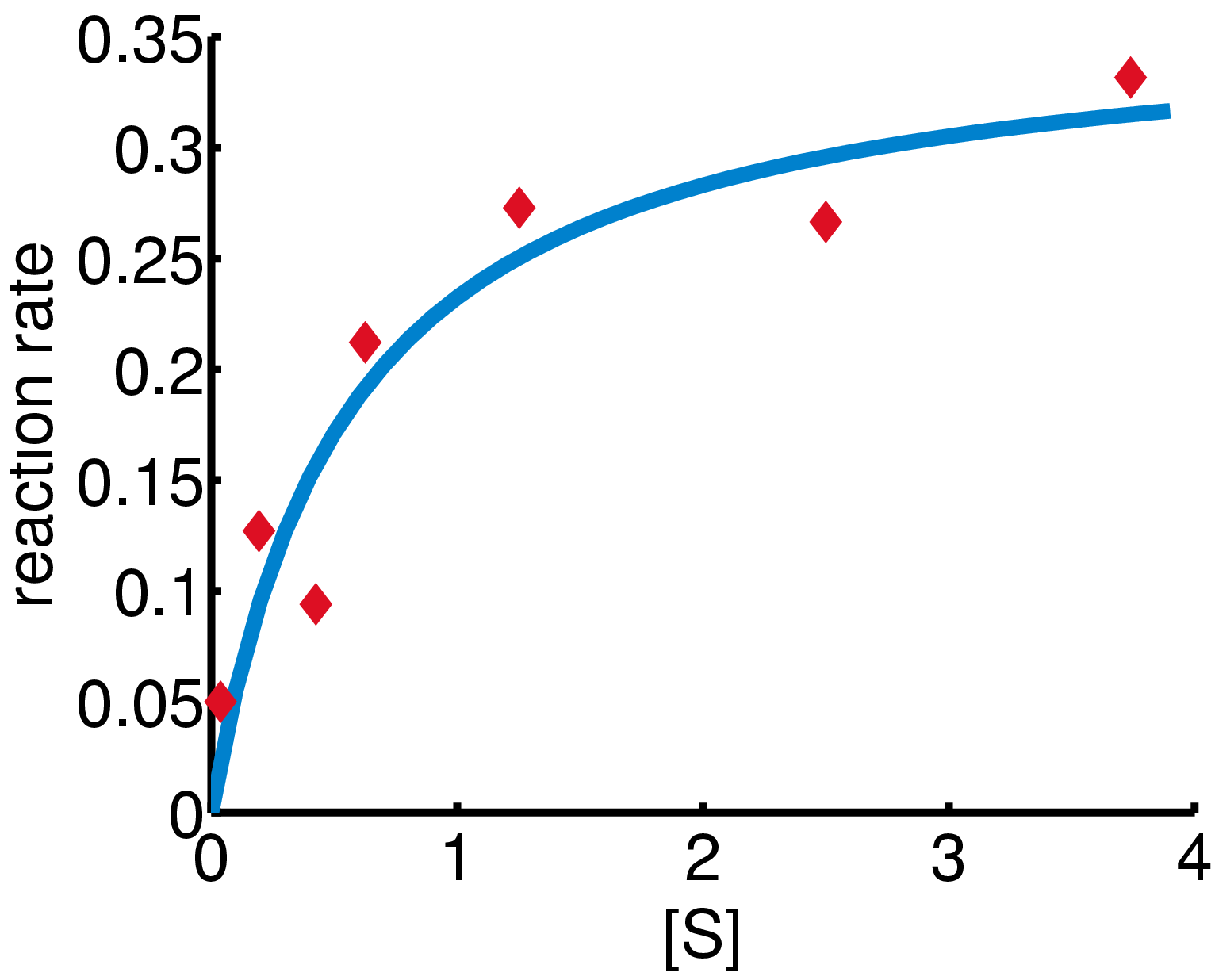
この例で得られているデータ（赤点）と、から計算されたモデル曲線（青線）